# Rainer Linke
Rainer Linke (* 30. Juli 1950) ist ein deutscher Bassist des Modern Jazz und Leiter der Offenen Jazz Haus Schule.

## Leben und Wirken
Linke begann 1964 mit dem Spiel auf Klavier und Bass. Von 1970 bis 1974 studierte er an der Hochschule für Musik Köln Schulmusik und Kontrabass; während dieser Zeit nahm er an Jazzseminaren, etwa bei Manfred Schoof, teil. 1974 gründete er, gemeinsam mit Markus Stockhausen, die Jazzrock-Gruppe „Key“, mit der er auf dem Deutschen Jazzfestival Frankfurt, aber auch in der Balver Höhle auftrat. 1975 gründete er das „Kölner Jazz Trio“ mit Andy Lumpp und Frank Köllges. Linke arbeitete auch mit Schoof, Joachim Kühn, Jasper van’t Hof und Jiggs Whigham. 1976 tourte er mit Toto Blankes „Electric Circus“. Dann gründete er mit Uli Beckerhoff die Gruppe „Riot“, mit der er beim Jazz Festival Zürich auftrat und die LP „Black Hill“ einspielte. Der Bassist musizierte weiterhin mit Heinz Sauer, Kenny Wheeler und Hannes Zerbe. Seit 1981 trat er auch mit Michael Sagmeister auf. Ab 1983 war er mit Roger Hanschel und Hans Lüdemann Mitglied der Gruppe „Nana“ („Über Leben“ 1984). Ab 1989 wirkte er mit in Hanschels Nachfolge-Band „Blau Frontal“, die auch mit Hank Roberts und Mark Feldman auftrat. Im Weiteren spielte er mit Ekkehard Jost, dem hr-Jazzensemble und Jürgen Sturm.
Linke ist auch als Arrangeur und als Musikpädagoge tätig. An der Musikhochschule Köln wirkte er von 1979 bis 1994 als Dozent für Jazzkontrabass; seit 2006 lehrte er dort Musikpädagogik. Seit 1980 trat daneben die konzeptionelle pädagogische Tätigkeit mit Kindern, Jugendlichen und Erwachsenen an der Jazzhausschule in Köln, deren Mitbegründer Linke ist und die er bis 2020 leitete.

## Lexigraphische Einträge
- Martin Kunzler: Jazz-Lexikon. Band 1: A–L (= rororo-Sachbuch. Bd. 16512). 2. Auflage. Rowohlt, Reinbek bei Hamburg 2004, ISBN 3-499-16512-0.